# Giovan Battista Palazzotto

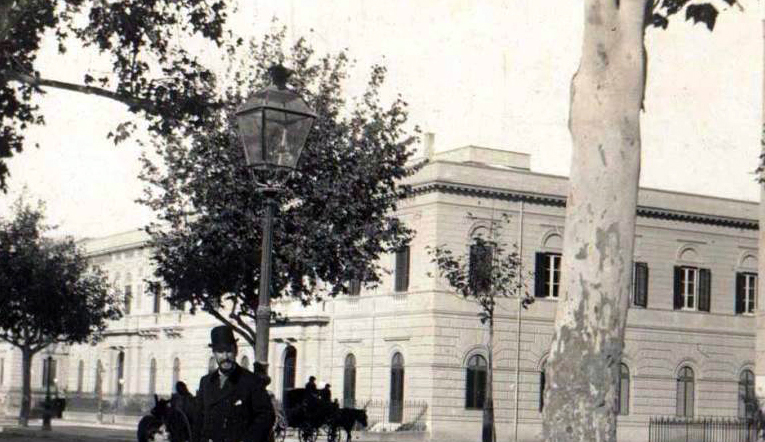
Francesco Paolo e Giovan Battista Palazzotto, Ville Raineri e Salandra, Palermo, seconda metà XIX secolo

Giovan Battista Palazzotto (Palermo, 17 ottobre 1834 – Palermo, 10 agosto 1896) è stato un architetto italiano esponente dell'eclettismo.

## Biografia
Figlio dell'architetto Emmanuele Palazzotto (1798-1872) e della nobile Maria Angela Martinez Napoli, porta il nome del nonno, barone Giovan Battista Martinez Guagenti, e ha numerosi fratelli attivi a Palermo in varie professioni, tra cui il dottore Domenico Palazzotto (1832-1894), Pietro Palazzotto (1837-1860), mons. Giuseppe Palazzotto (1839-1919) e l'architetto Francesco Paolo Palazzotto (1849-1915). 
Si laurea in Phisica et Mathematica ad Architecturam excercendam nel 1857 presso l'Università degli Studi di Palermo e si forma nello studio paterno con cui plausibilmente collabora a partire dalla laurea, mentre successivamente lavorerà anche con il fratello Francesco Paolo nello Studio Palazzotto.
Sposato con Caterina Torregrossa, figlia del cugino architetto Rosario Torregrossa e di Antonietta Cavallari Spadafora, con cui condivideva anche la villa Palazzotto a Sferracavallo (Palermo) costruita intorno al 1886, muore a Palermo nel 1896 senza figli e viene sepolto nella tomba di famiglia presso il cimitero di Santa Maria di Gesù di Palermo da lui progettata in stile neogreco.

## Linee artistiche

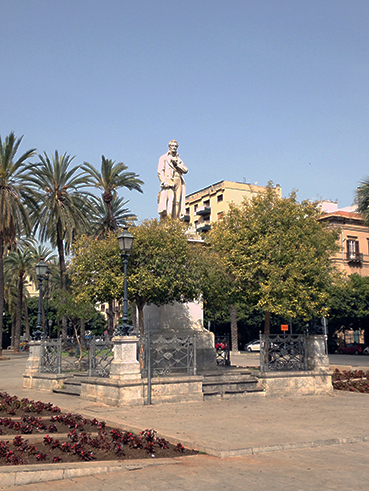
Giovan Battista Palazzotto, Basamento statua Carlo Cottone di Castelnuovo, Palermo, 1868

Giovan Battista Palazzotto era ritenuto in ambito palermitano una figura di altissimo profilo, anche per i prestigiosi ruoli ricoperti come unico tecnico della Cattedrale di Palermo (per la quale progettò anche numerosi catafalchi funebri, come quelli per il principe e la principessa di Calvaruso), della Mensa Arcivescovile e dell’Ospedale dei Sacerdoti e dei Convalescenti, cariche già tenute dal padre Emmanuele Palazzotto e tramandate al fratello Francesco Paolo. Proprio l'associazione allo studio del fratello minore Francesco Paolo Palazzotto, cui sicuramente fa da maestro, impedisce ancora di distinguere con chiarezza ed esattezza le due individualità, comunque ancorate agli insegnamenti paterni e alla tradizione architettonica tramandata dalla scuola di Giuseppe Venanzio Marvuglia.
Non è estranea a ciò l'attenzione posta nei confronti dei disegni marvugliani conservati nello studio di famiglia, tra cui la famosa planimetria della Cattedrale di Palermo, unico documento attestante, probabilmente, lo stato della chiesa prima degli interventi neoclassici di fine XVIII secolo.
Tutte le sue opere si muovono su una tradizione architettonica solida, di stampo prevalentemente neocinquecentesca e Secondo Impero, con un rigore ed equilibrio certamente apprezzati dalla committenza palermitana aristocratica ma anche borghese.
Il suo ruolo da caposcuola molto autorevole è confermato dai rapporti professionali e personali che via via emergono dalle ricerche, come quelli con l'Abate Gioacchino Di Marzo e con l'architetto Giovan Battista Filippo Basile, il quale gli inviò, non a caso, i libelli autografati in sua difesa, allorché rischio di essere escluso dopo aver vinto il concorso per il Teatro Massimo di Palermo.

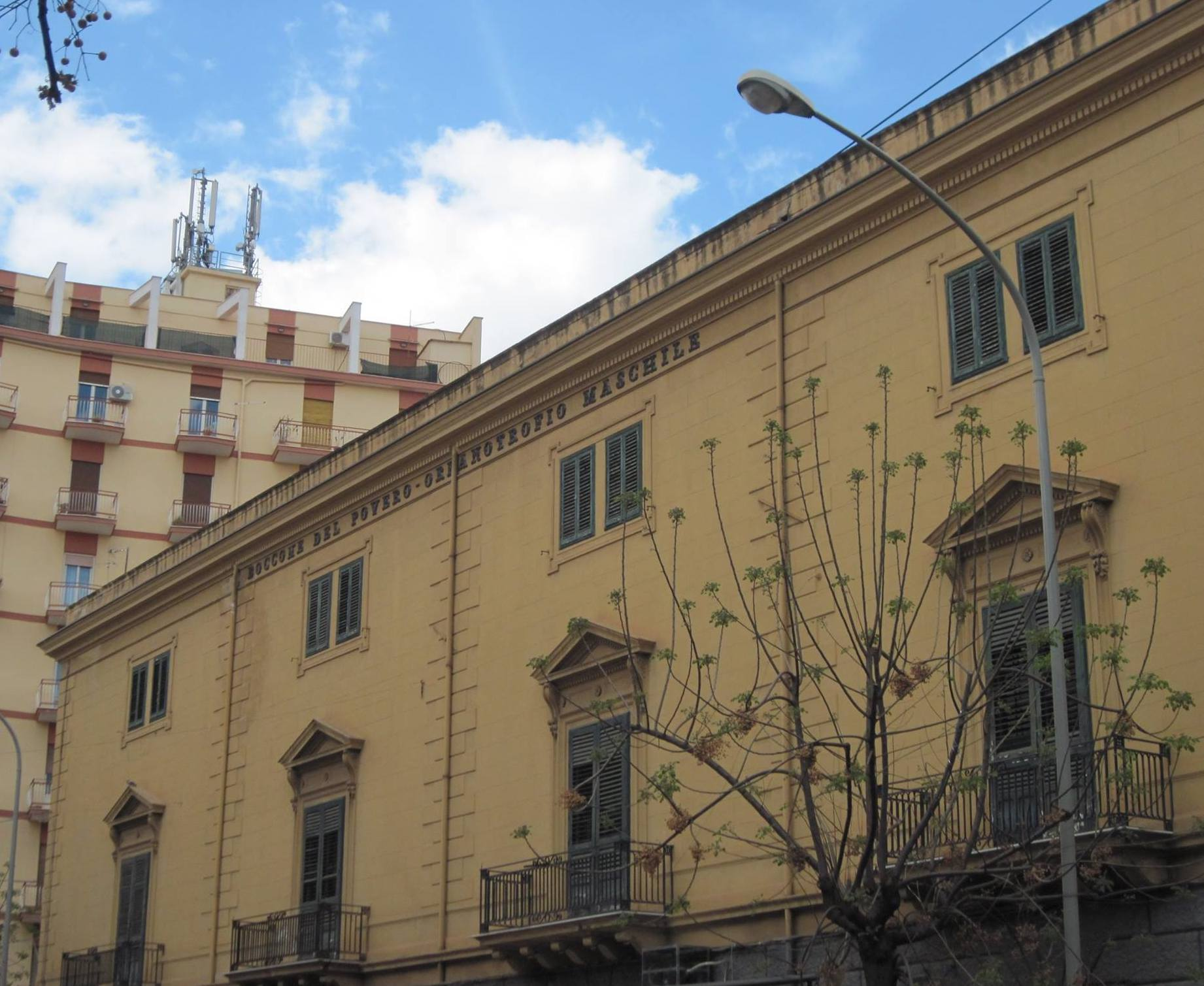
Giovan Battista Palazzotto, Palazzina Colonna di Cesarò, poi Boccone del Povero, Palermo, seconda metà del XIX secolo

## Attività

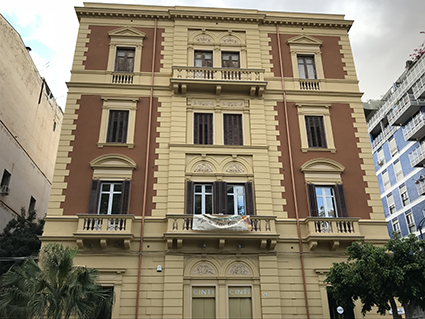
Giovan Battista e Francesco Paolo Palazzotto,Villino Scandurra, Palermo, ultimo decennio del XIX secolo

Quale importante rappresentante della cultura artistica palermitana fu nominato Commissario ordinatore per le Arti Liberali all’Esposizione Nazionale di Palermo del 1891-92, ebbe cioè il ruolo di selezionatore delle opere d'arte esposte e fu membro della commissione che stabilì i premi successivamente attribuiti.
In precedenza era stato l'autore del basamento per il Monumento a Carlo Cottone a Piazza Castelnuovo a Palermo (1868).
A Palermo gli si devono tra i suoi molti cantieri, anche insieme al fratello, almeno quattro delle famose ville tardo ottocentesche nel Viale della Libertà: Salandra (1874-1883) e Raineri (1886) (distrutte), Di Chiara e Scandurra (esistente e sopraelevata).
Egualmente significativa la ricostruzione in nuove forme di palazzo Arezzo di Celano in Via Roma, un'architettura che recuperava le antiche strutture dell'enorme edificio tardo quattrocentesco e barocco, spezzato dalla nuova Via Roma, integrandolo per allineare la nuova facciata e operando tramite una cultura dell'abitare moderna, non più, cioè, basata sul concetto di semplice residenza aristocratica ma di edificio prestigioso e produttivo di stampo borghese, con la creazione di botteghe a pianterreno, zone per uffici nei piani ammezzati e appartamenti d'affitto. Una concezione equivalente a quanto si realizzava nel Ring di Vienna o nella nuova edilizia di Parigi. Il palazzo fu uno dei primi del genere a Palermo e venne seguito come modello dagli altri che sorsero di lì in poi e venne completato dal fratello Francesco Paolo.
I rapporti con l'aristocrazia siciliana si concretizzano in innumerevoli interventi di aggiornamento decorativo o funzionale delle antiche residenze familiari, come nella villa Valguarnera di Niscemi a Palermo (1881-1896), in cui disegna anche il maestoso camino del piano nobile, la decorazione della sala d’ingresso, compreso il soffitto, la sala da pranzo, la scala e l’attuale studio del Sindaco.
Si registra un suo intervento anche a Palazzo Comitini (1877). Suoi anche il rifacimento delle facciate di palazzo Colonna di Cesarò (poi Boccone del Povero), in corso Calatafimi, angolo via Pindemonte a Palermo (1868), la palazzina Rivarola in via Serradifalco a Palermo. Segnalati suoi interventi anche nella villa Notarbartolo di Villarosa a Bagheria.
Il prestigio dell'architetto determinarono anche commissioni fuori dalla città di Palermo, come il rifacimento del convento e della chiesa di San Francesco, a Campofranco (Agrigento) (1859); il grande edificio della Pia Opera Pastore ad Alcamo (1872), la cappella del palazzo dei principi Naselli d'Aragona ad Aragona (1874), l'incarico per i padiglioni dell'Esposizione Interprovinciale Agricola di Caltanissetta (1879), la villa Crocchiolo a Salaparuta (seriamente danneggiata dal terremoto del Belice del 1968).

## Edilizia sanitaria
Negli ultimi tempi è emersa una sua fitta attività nel campo dell'edilizia sanitaria tra cui innanzitutto la trasformazione in ospedale con ampliamento della Terza Casa di Probazione di San Francesco Saverio (cioè la prima sede dell'Ospedale Civico di Palermo).
A questo seguirono il Rifugio Notturno per i poveri a Palermo (1890), il restauro e ampliamento dell'Ospedale dei Bambini di Palermo (1891) e l'Ospedale dei Sacerdoti e Convalescenti di Palermo con il fratello Francesco Paolo.

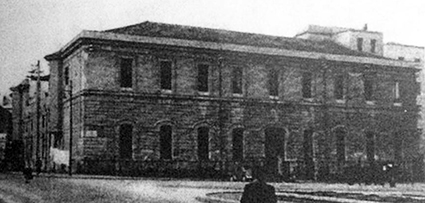
Giovan Battista Palazzotto, Ospedale dei Bambini, Palermo, 1891

## Onorificenze
Ufficiale dell'Ordine della Corona d'Italia.